# Festuca hirtovaginata
Festuca hirtovaginata är en gräsart som först beskrevs av Boris T. Achtarov, och fick sitt nu gällande namn av Markgr.-dann. Festuca hirtovaginata ingår i släktet svinglar, och familjen gräs. Inga underarter finns listade i Catalogue of Life.